# Оружје и превара
Оружје и превара је 20. епизода стрип серијала Кен Паркер објављена у Лунов магнус стрипу бр. 845. Изашла је у новембру 1989. године. Имала је 94 стране и коштала 11.000 динара. Епизоду је нацртао Ђорђо Тревисан, а сценарио написао Ђанкарло Берарди. За насловну страницу узет је Милацов акварел за оригиналну епизоду.

## Оригинална епизода
Оригинална епизода објављена је у априлу 1979. године под насловом Storia d’armi e d’imborgli. Издавач је била италијанска кућа Cepim. Коштала је 500 лира.

## Куриозитет
Иако је ово 20. епизода по реду, и хронолошки је требало да буде објављена после ЛМС-500, она је, из неког разлога, објављена тек у броју 845. који је изашао 1989. године. То је уједно и последња епизода Кен Паркера објављена у Лунов магнус стрипу.